# Havranie skaly
Havranie skaly je přírodní rezervace v oblasti Poľana na Slovensku.
Nachází se v katastrálním území obce Hronec v okrese Brezno v Banskobystrickém kraji. Území bylo vyhlášeno či novelizováno v roce 1996 na rozloze 32,6500 ha. Ochranné pásmo nebylo stanoveno.